# Cory i Vita huset
Cory i Vita huset (engelska: Cory in the House) är en amerikansk TV-serie som är en spinoff på That's so Raven. Serien hade premiär på Disney Channel i USA den 12 januari 2007.

## Handling
Victor Baxter (Rondell Sheridan) får ett jobb som personlig kock till USA:s president och flyttar från San Francisco till Vita Huset i Washington D.C. med sin son Cory Baxter (Kyle Massey). Den nyvalda presidenten är President Richard Martinez (John D'Aquino). I Vita huset får Victor lite problem med presidentens dotter Sophie (Madison Pettis) som envisas med speciell mat och stolliga upptåg, men visst gillar han att imponera på presidenten och hans dotter. Cory får börja i en ny skola och får snabbt sina nya vänner Newt (Jason Dolley) och Meena (Maiara Walsh).
Cory spelar alltid dum och är oskicklig i verbal kommunikation, vilket gör att han oftast gör ett mycket tafatt inryck.

## Skådespelare och karaktärer
- Kyle Massey - Cory Baxter
- Rondell Sheridan - Victor Baxter
- Jason Dolley - Newt Livingstone
- Maiara Walsh - Meena Paroom
- Madison Pettis - Sophie Martinez
- John D'Aquino - President Richard Martinez